# Yuval Weinberg
Yuval Weinberg (* 28. Mai 1990 in Tel Aviv) ist ein israelischer Dirigent und Chorleiter. Seit 2020 ist er Chefdirigent des SWR Vokalensemble Stuttgart.

## Leben und Werk
Yuval Weinberg wuchs in einem Vorort von Tel Aviv auf. Seine Familie war großenteils nach dem Zweiten Weltkrieg aus Polen in Israel eingewandert. Er begann seine musikalische Ausbildung in jungen Jahren als Klavierstudent und Sänger im israelischen Jugend- und Kinderchor Li-Ron. Er studierte zunächst Orchesterleitung an der Buchmann-Mehta-Musikhochschule in Tel Aviv. 2012 wechselte er an die Hochschule für Musik Hanns Eisler Berlin und studierte bei Jörg-Peter Weigle Chorleitung. Hier erwarb er sich einen Bachelor-Abschluss. Ab 2014 absolvierte er dann über zwei Jahre hinweg einen Masterstudiengang in Chorleitung bei Grete Pedersen an der Musikhochschule in Oslo.
Seit 2014 war Weinberg Stipendiat des Dirigentenforums des Deutschen Musikrates. Im Rahmen dieses Programms arbeitete er mit mehreren professionellen Chören zusammen, unter anderem mit dem Rundfunkchor Berlin, dem Schwedischen Rundfunkchor, dem MDR-Rundfunkchor, dem NDR-Rundfunkchor und dem Deutschen Opernchor Berlin. Er nahm an Meisterkursen bei Stefan Parkman, William Spaulding und Jörg-Peter Weigle teil. In Berlin arbeitete Weinberg bereits zu Studienzeiten mit mehreren Kammerchören zusammen, unter anderem mit dem Neuen Chor Berlin, dem Enchore und dem Hortus vocalis, bei dem er von 2014 bis 2018 als künstlerischer Leiter wirkte. Von 2015 bis 2017 wirkte Weinberg als Dirigent des Osloer Kammerchores NOVA und des Nationalen Jugendchors Norwegen. Weinberg wirkte als Gastdirigent beim Det Norske Solistkor (Norwegischer Solistenchor), beim Chor des Bayerischen Rundfunks und beim Philharmonischen Chor Berlin.
Im Oktober 2019 wurde Yuval Weinberg zum designierten Chefdirigenten des SWR Vokalensembles Stuttgart berufen und trat das Amt mit Beginn der Konzertsaison 2020/2021 im September 2020 an. Sein Antrittskonzert mit dem SWR Vokalensemble am 21. November 2020 in Fellbach (bei Stuttgart) konnte coronabedingt nur von einem Radio- und Video-Live-Streaming-Publikum verfolgt werden. Yuval dirigierte in diesem Konzert Olivier Messiaens Cinq Rechants, Chant d’amour für 12 Stimmen und die Drei Gesänge für 6-stimmigen Chor op. 42 (erster und dritter Gesang) von Johannes Brahms. Die einzelnen Stücke wurden ebenfalls coronabedingt jeweils nur von einem Halbchor aufgeführt.
Weinberg erhielt mehrere Auszeichnungen als Dirigent. 2013 gewann er den Sonderpreis der Jury beim 7. Internationalen Wettbewerb für junge Chorleiter in St. Petersburg, 2014 den ersten Preis beim 6. Internationalen Chorleitungswettbewerb in Breslau, 2015 und 2016 den Gary Bertini Nachwuchspreis für israelische Chorleiter. 2017 gewann er mit dem Kammerchor NOVA den ersten Preis und den Preis für die beste dirigentische Leistung im Kammerchor-Wettbewerb Marktoberdorf.